# Supergigante amarilla

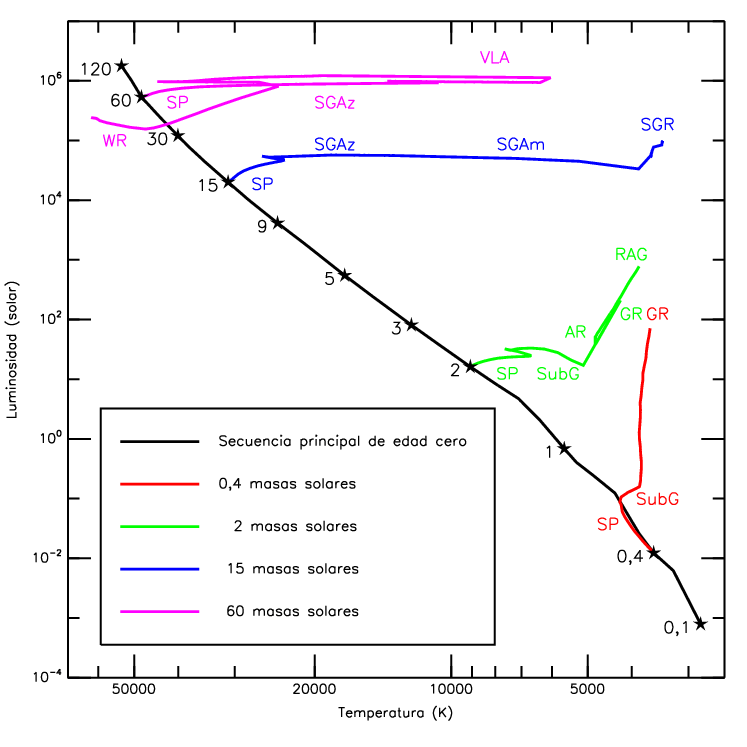
Evolución de estrellas de distintas masas representadas en el diagrama de Hertzsprung-Russell. La fase de supergigante amarilla aparece marcada como SGAm para el caso de la traza evolutiva de la estrella de 15 masas solares.

Desde el punto de vista de la evolución estelar, la fase de supergigante amarilla es una fase intermedia entre la de supergigante azul y la de supergigante roja que atraviesan las estrellas de masa elevada (más de 9-10 masas solares y menos de 30-70 masas solares, el límite superior depende fuertemente de la metalicidad y, en menor medida, de la velocidad de rotación de la estrella). Es una fase de muy corta duración, por lo que se conocen muy pocas estrellas en esta categoría. En ella las estrellas se hinchan a gran velocidad como consecuencia de los cambios que se están produciendo en su núcleo tras haber salido de la secuencia principal. Así, una estrella pasa de tener un radio de varias decenas de millones de km al principio de esta fase a transformarse en una supergigante roja de varias unidades astronómicas de tamaño.
Desde el punto de vista de la clasificación espectral, una supergigante amarilla es una estrella supergigante (esto es, perteneciente a la clase de luminosidad Ia si es de las más luminosas o a la Ib si es de las menos luminosas) de tipo espectral A, F o G. 

## Principales supergigantes amarillas
Un excelente ejemplo de estrella supergigante amarilla es Canopus, la estrella alfa de la constelación de Carina. Además de ésta, en la tabla siguiente se recogen algunas de las supergigantes amarillas más conocidas.
| Nombre     | Denominación de Bayer | Tipo espectral | Luminosidad (soles) | Distancia (Años luz) |
| ---------- | --------------------- | -------------- | ------------------- | -------------------- |
| Canopus    | α Carinae             | F0II           | 13.300              | 310                  |
| Mirfak     | α Persei              | F5 Ib          | 5.400               | 590                  |
| Wezen      | δ Canis Majoris       | F8 Iab         | 50.000              | 1800                 |
| Polaris    | α Ursae Minoris       | F7Ib           | 2.440               | 431                  |
| Sadr       | γ Cygni               | F8 Ib          | 65.000              | 1520                 |
| Sadalmelik | α Aquarii             | G2 Ib          | 3.000               | 760                  |
| Azmidiske  | ξ Puppis              | G6 Iab-Ia      | 8.300               | 1300                 |
| Mebsuta    | ε Geminorum           | G8 Iab         | 7.600               | 900                  |